# Ford Customline

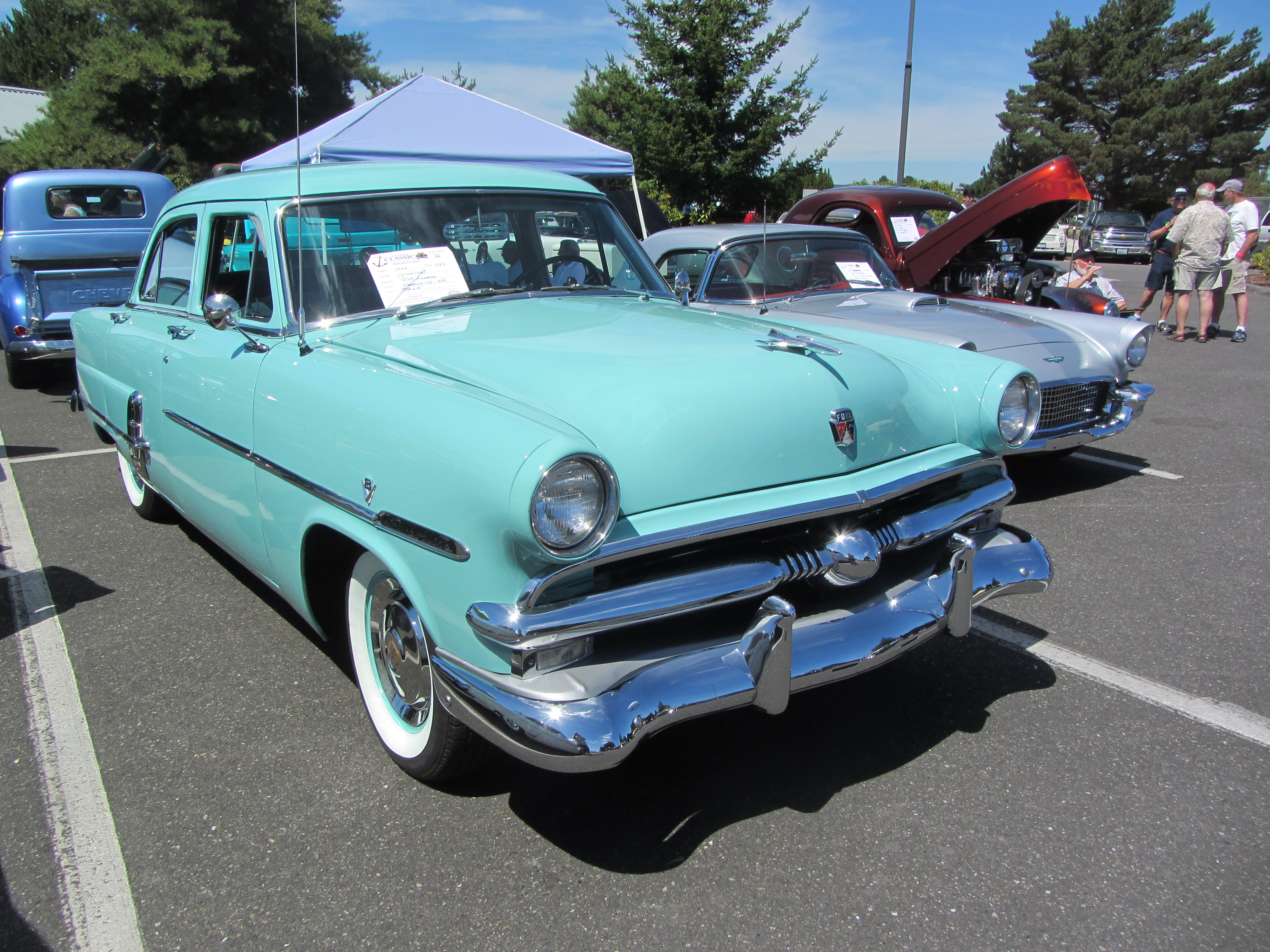
Berline Customline de 1953.

La Ford Customline est un modèle d'automobile qui a été vendu entre 1952 et 1956 par Ford en Amérique du Nord.

## Première génération (1952-1954)

### 1952
La Ford Customline a été introduite en 1952 en tant que modèle de milieu de gamme dans la gamme américaine Ford de cette année-là, positionnée sous la Ford Crestline et au-dessus de la Ford Mainline. Elle était offerte dans les styles de carrosserie berline 2 portes, berline 4 portes, coupé 2 portes et break 4 portes. Le coupé était commercialisé sous le nom de Club Coupe (ou Business Coupé sans banquette arrière) et le break sous le nom de Customline Country Sedan. Les Customline de 1952 étaient disponibles avec des moteurs six cylindres en ligne de 215 pouces cubes (3 520 cm3) ou V8 « Flathead » de 239 pouces cubes (3 920 cm3). La production a totalisé 402 542 unités.

### 1953
Les Customline de 1953 ont continué avec les carrosseries de 1952 avec seulement des changements mineurs. La production a totalisé 761 662 unités.

### 1954
Les Customline de 1954 ont utilisé les carrosseries de 1952-53 avec seulement des changements mineurs. La gamme Customline comprend désormais un nouveau Ranch Wagon 2 portes. Les moteurs étaient maintenant des six cylindres en ligne de 223 pouces cubes (3 650 cm3) ou le nouveau V8 « Y-Block » à soupapes en tête de 239 pouces cubes (3 920 cm3). La production de la Customline de 1954 a totalisé 674 295 unités.

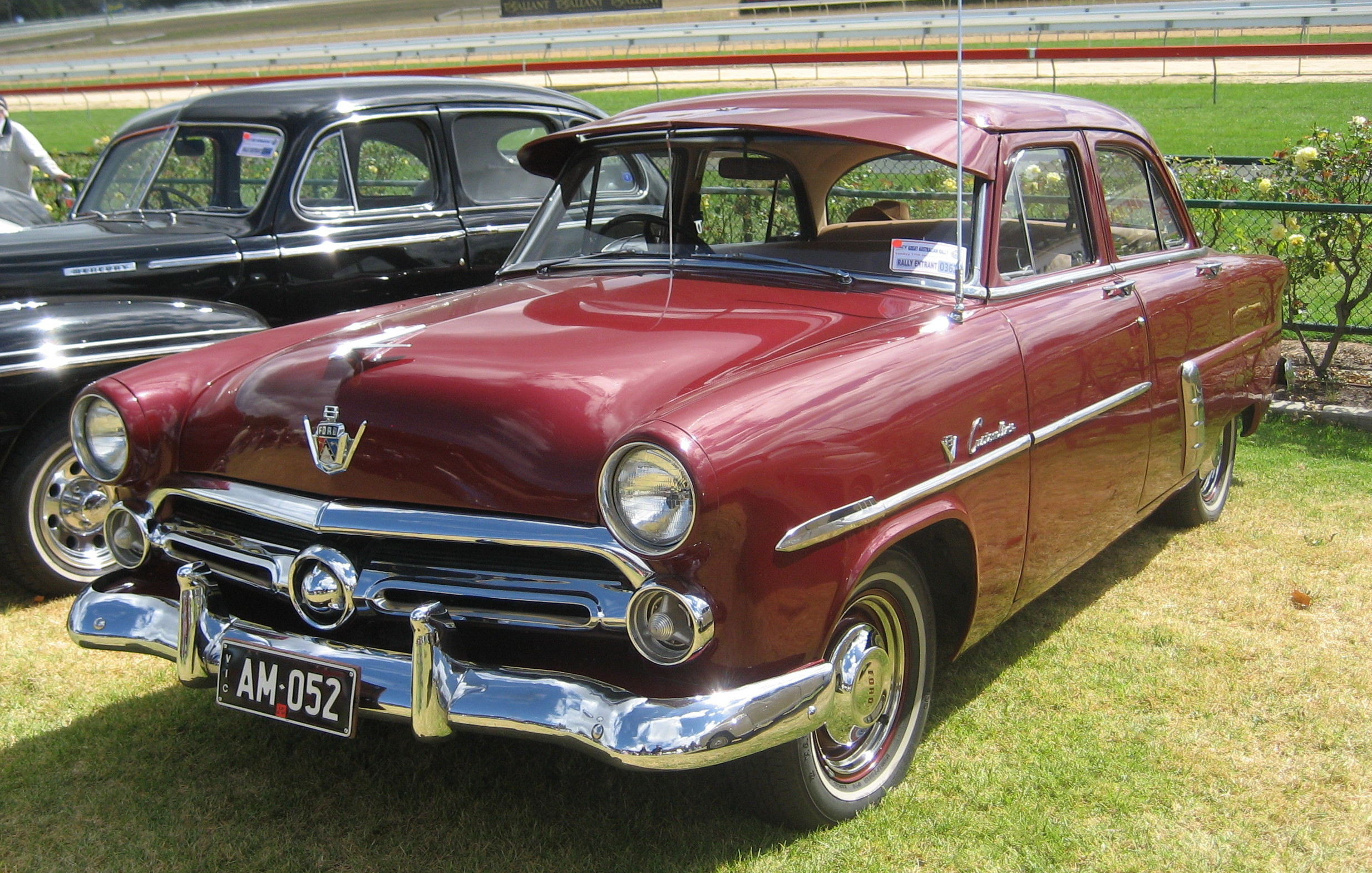
Berline quatre portes Customline de 1952.
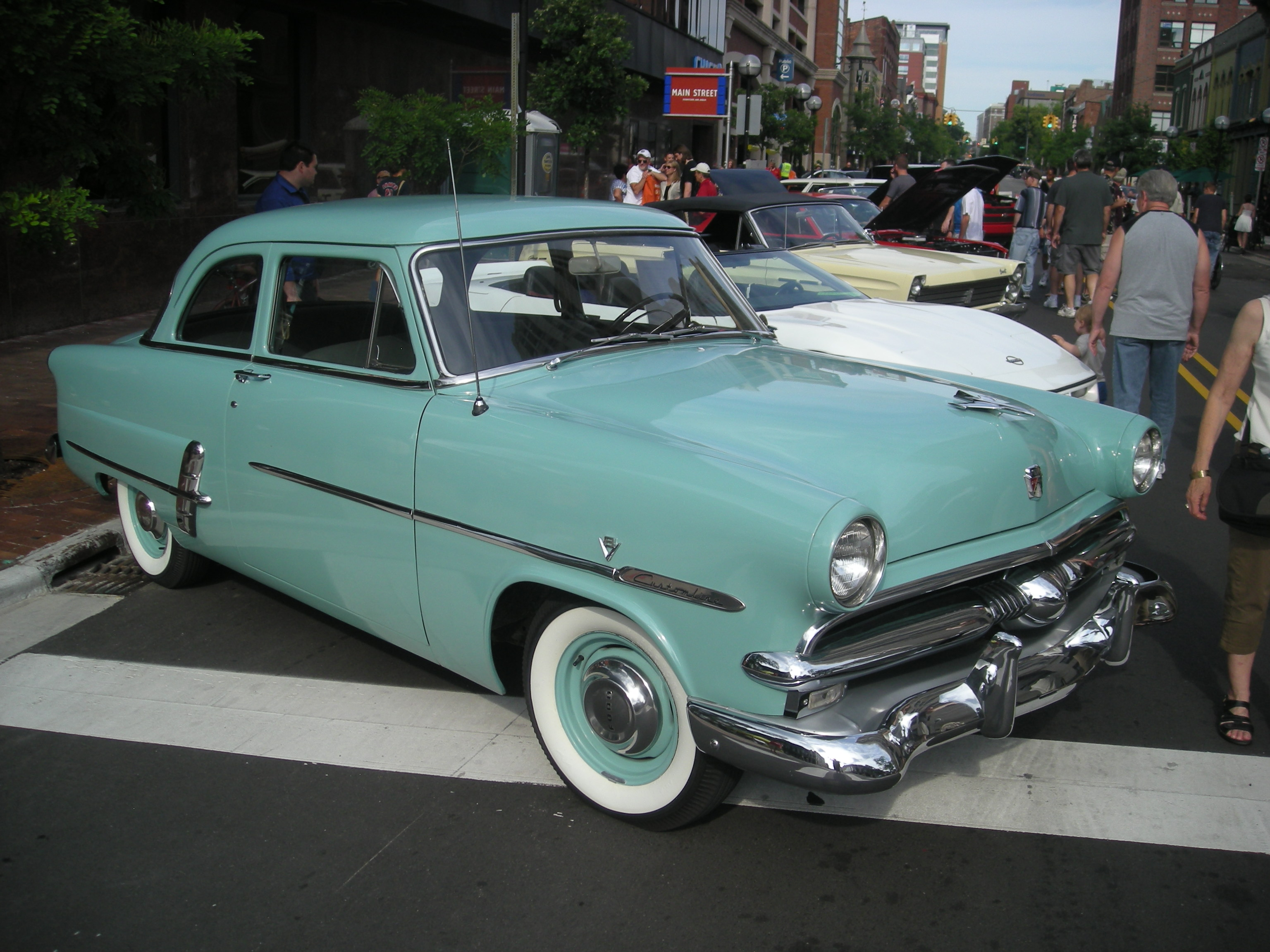
Berline deux portes de 1953.
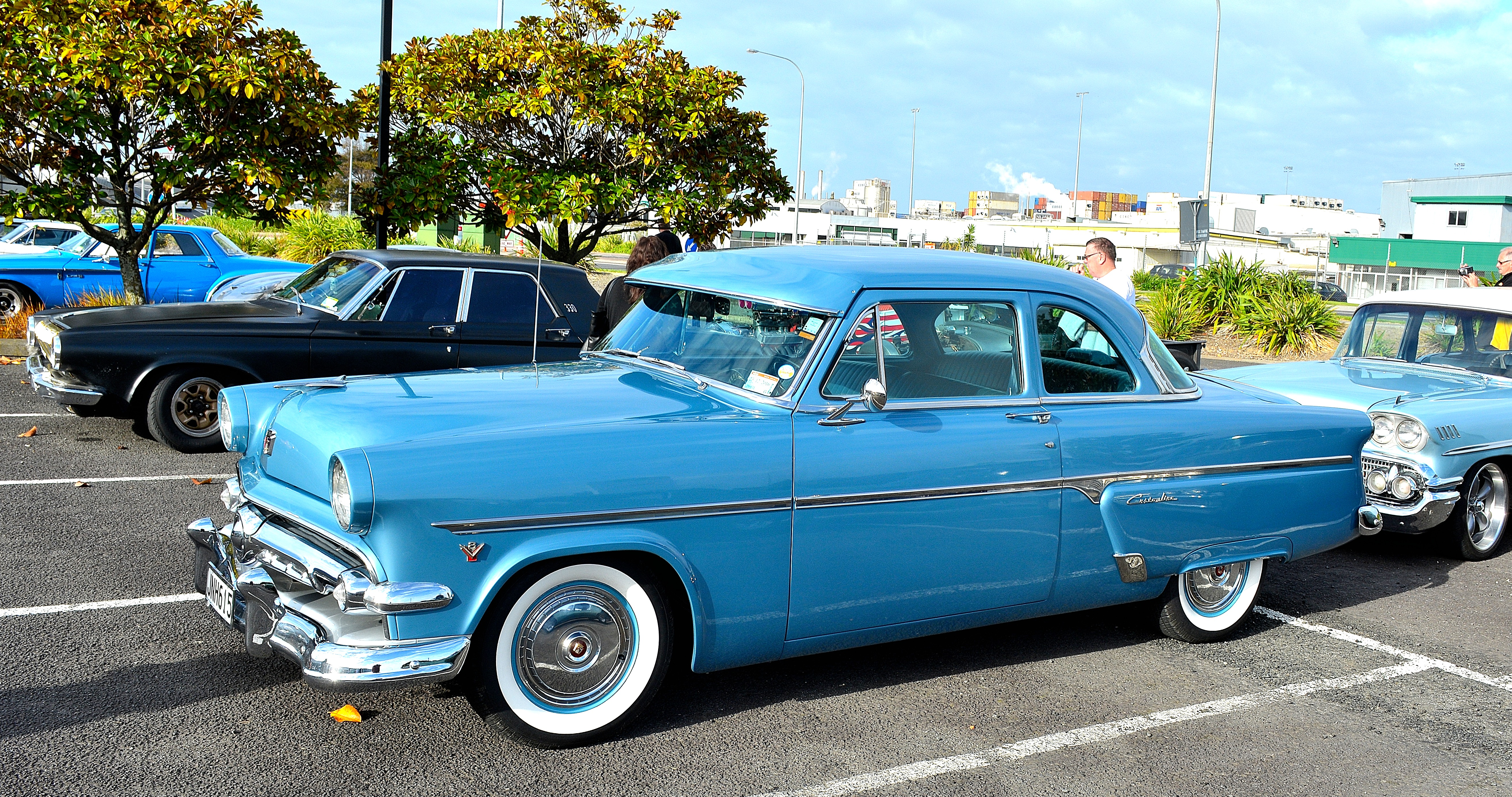
Coupé de 1954.
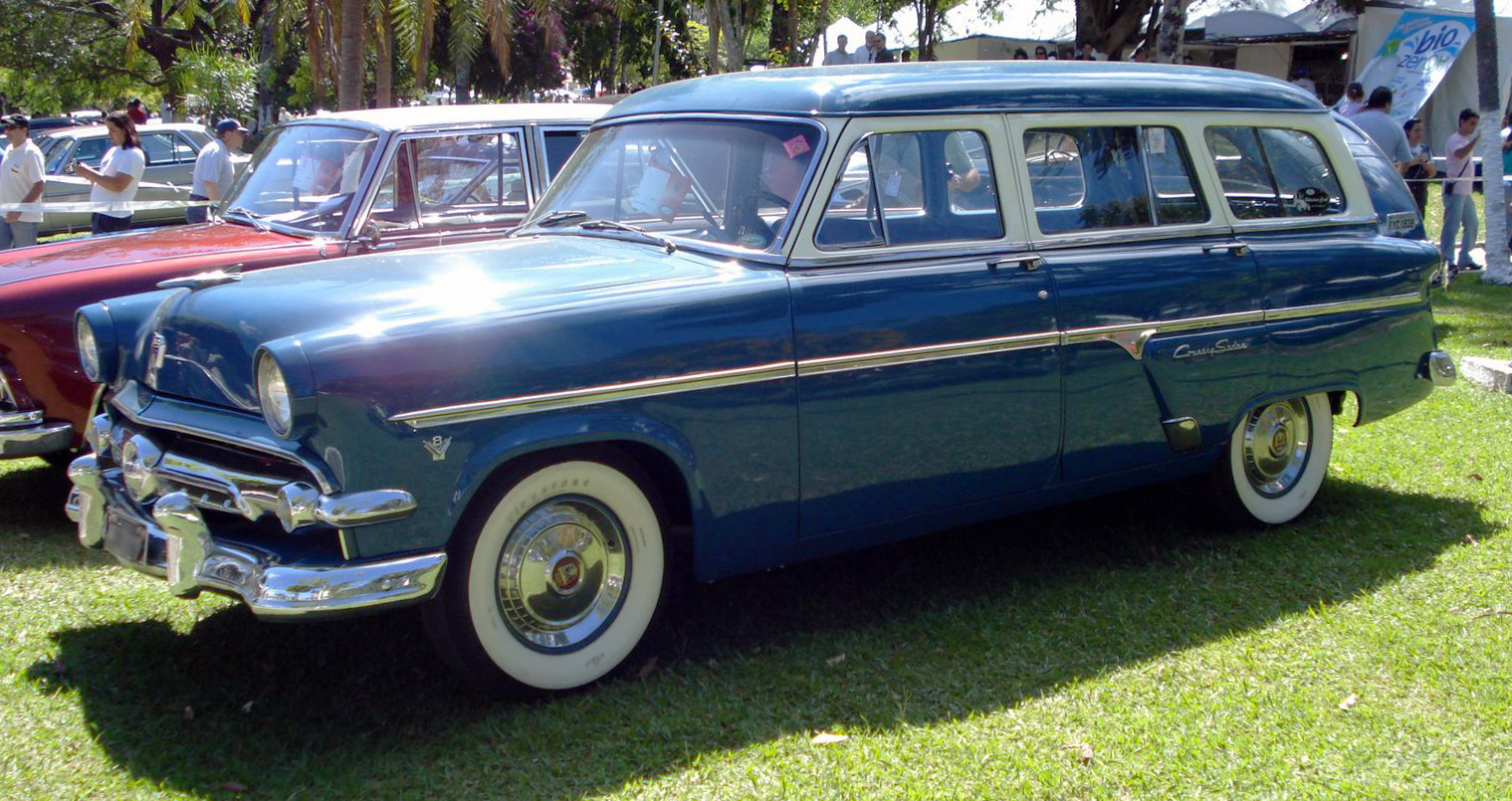
Break Customline Country Sedan.

## Deuxième génération (1955-1956)

### 1955
La Customline de 1955 a été repensée avec de nouvelles carrosseries plus longues, plus basses et plus larges. Elle a continuée en tant que niveau de finition de milieu de gamme, maintenant positionnée sous la nouvelle Ford Fairlane et au-dessus de la Ford Mainline. Elle était seulement offerte dans les styles de carrosserie berline 2 portes et berline 4 portes, les breaks étant maintenant inclus dans leur propre gamme qui comprenait les Ford Ranch Wagon, Ford Country Sedan et Ford Country Squire. Les Customline étaient disponibles avec des moteurs six cylindres en ligne de 223 pouces cubes (3 650 cm3) ou V8 de 272 pouces cubes (4 460 cm3). La production de la Customline de 1955 a totalisé 471 992 unités.

### 1956
Les Customline de 1956 ont utilisé les carrosseries de 1955 avec seulement des changements mineurs. Un toit rigide Customline Victoria 2 portes a été ajouté à la gamme. La production de la Customline de 1956 a totalisé 368 653 unités.
La Customline n'a pas été reportée pour l'année modèle 1957.

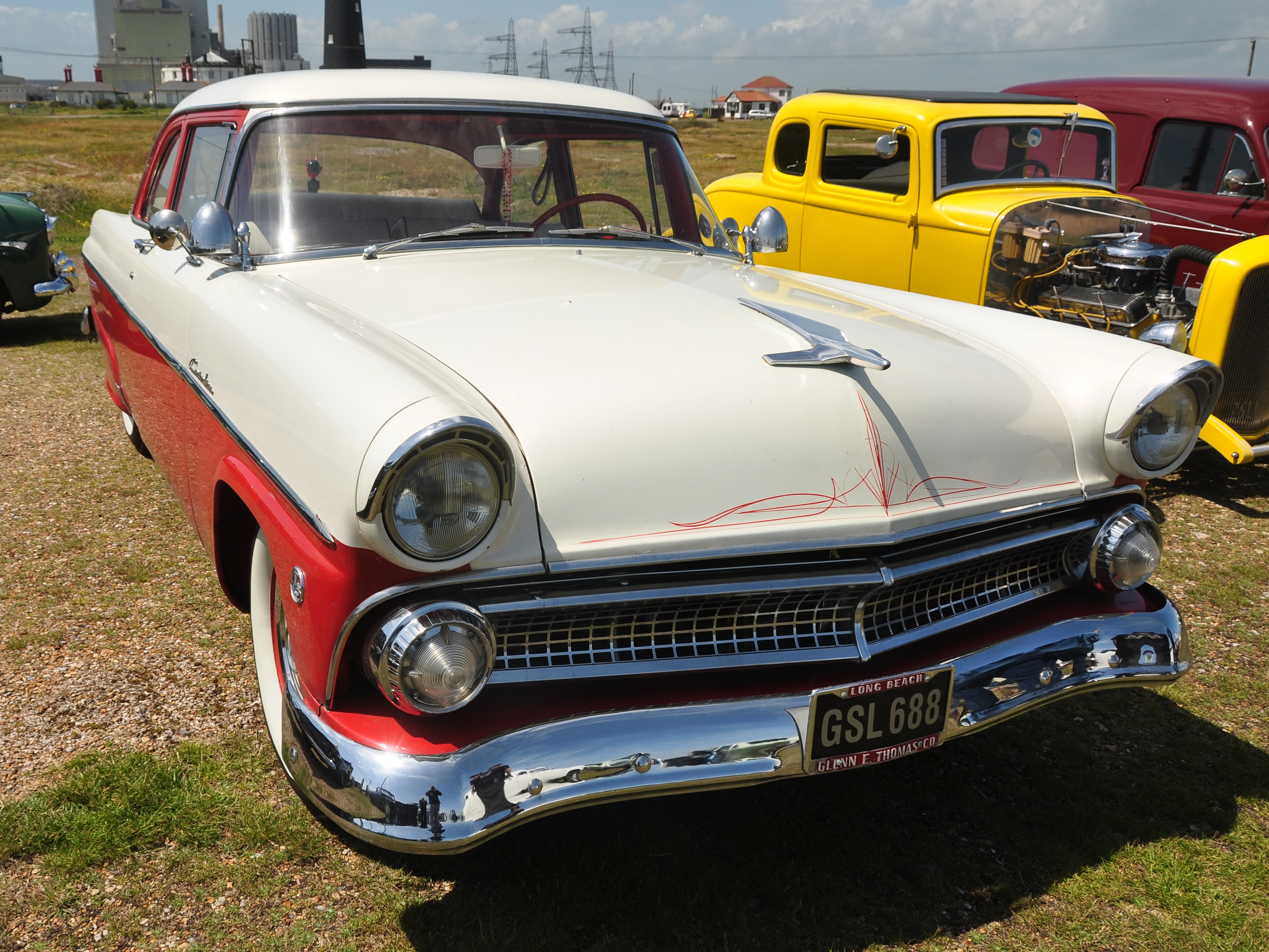
Calandre d'une Customline deux portes de 1955.
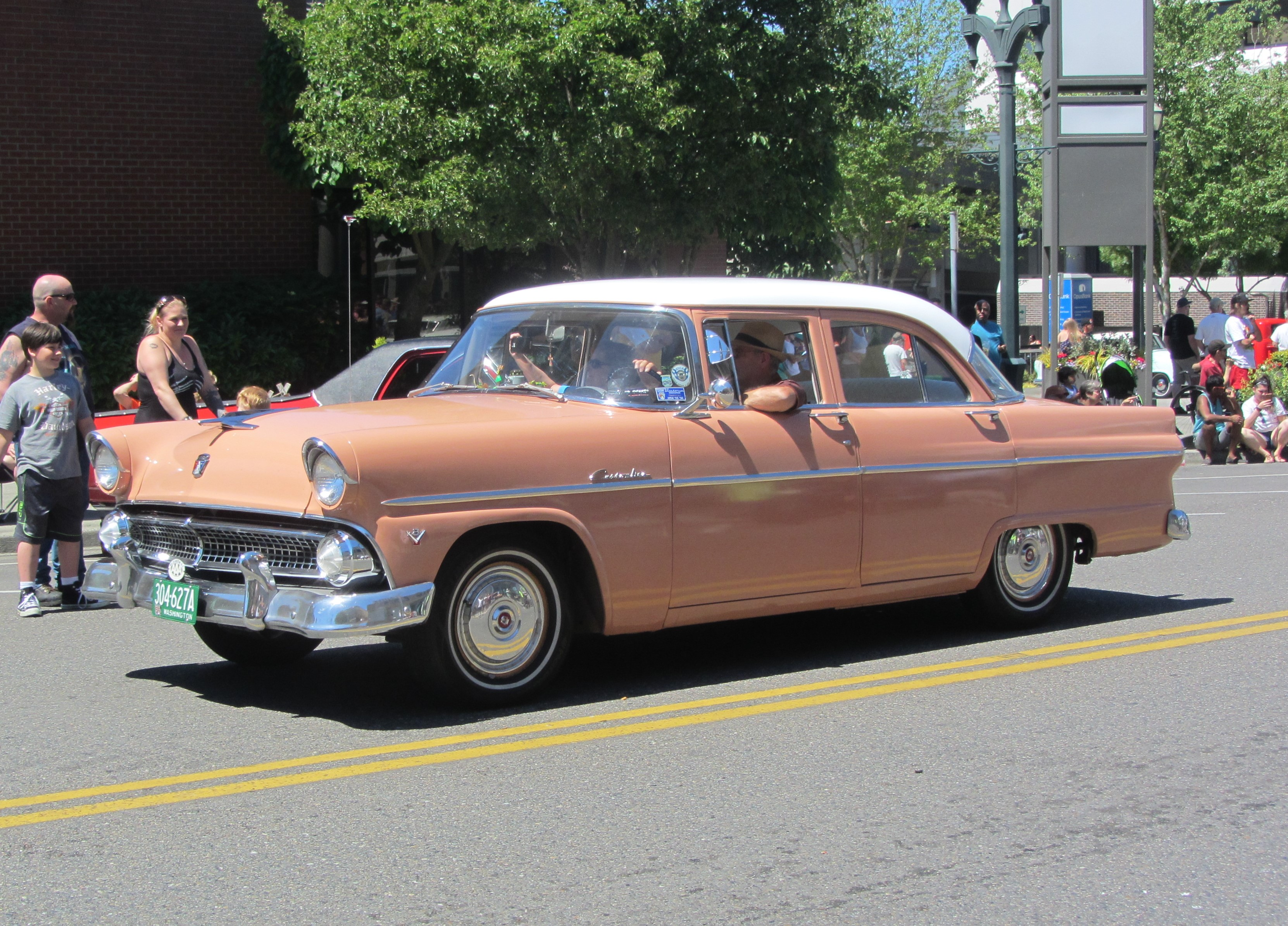
Berline quatre portes.
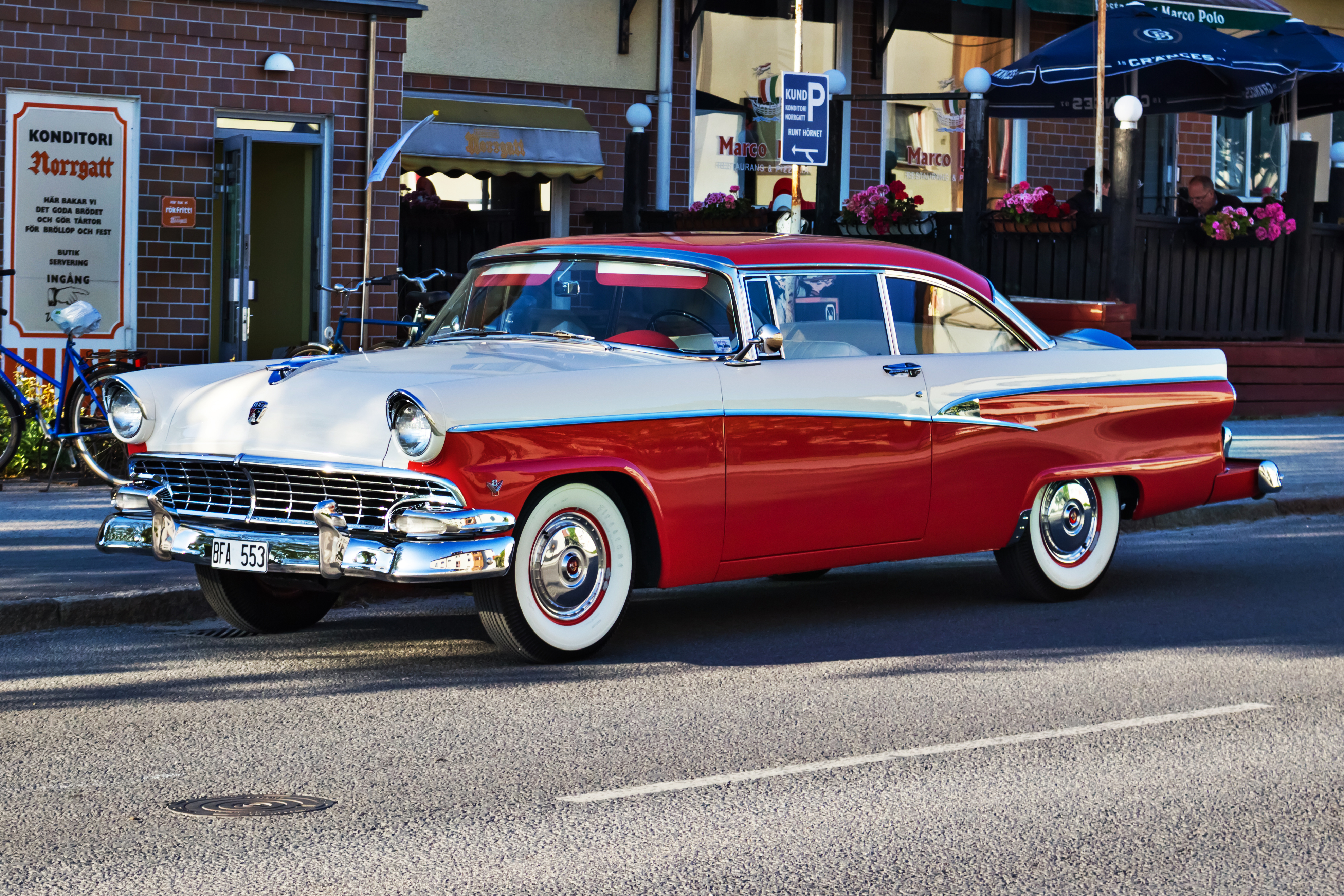
Coupé Victoria de 1956.
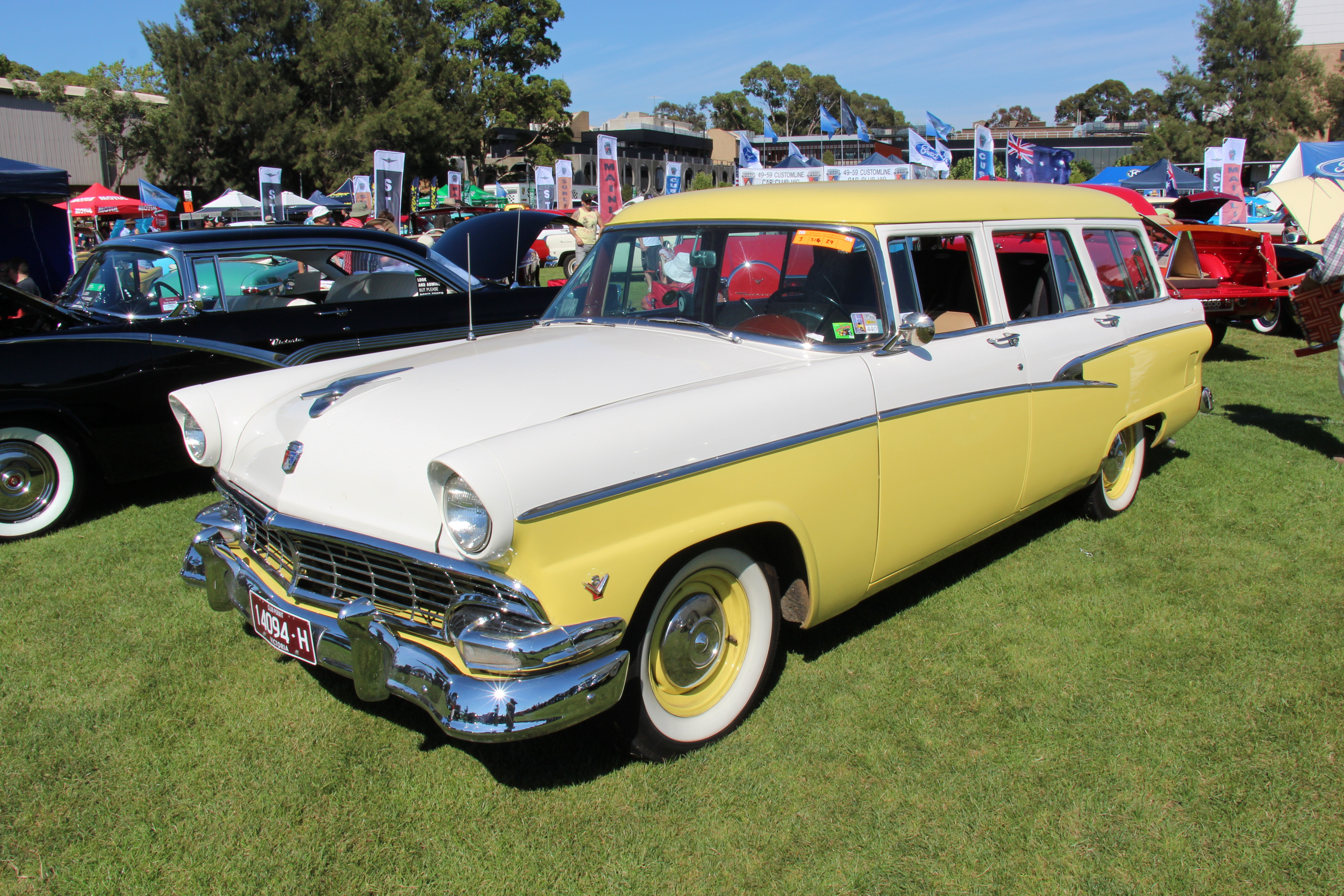
Country Sedan six places (finition Customline).

## Production australienne
La Customline a également été produite par Ford Australie de 1952 à 1959. Les voitures étaient assemblées à l'aide de carrosseries assemblées en Australie et de kits de châssis importés comprenant toute la tôlerie avant. En plus de la berline Customline, un nombre limité de breaks et le coupé utilitaire Mainline spécifique au marché australien ont été produits.
Le modèle de 1952 a été mis à jour en 1953 et 1954 de la même manière que les modèles des Ford américaines. Toutes étaient propulsées par le V8 Flathead qui est entré en production australienne en 1952 y compris le modèle de 1954 qui était équipé du moteur plus ancien plutôt que du nouveau V8 Y-block à soupapes en tête qui avait été introduit aux États-Unis pour 1954.
La carrosserie de 1955 a été utilisée pour quatre modèles en Australie contre deux aux USA. Le modèle de 1955 était propulsé par le V8 Y-block à soupapes en tête qui était partiellement entré en production en Australie avec des composants d'origine locale. Le modèle de 1956 était équipé de la calandre de la Customline américaine de 1956, d'un système électrique 12 volts et d'une nouvelle option de transmission automatique Fordomatic. Contrairement aux USA où un modèle entièrement renouvelé avait fait son apparition, Ford Australie (imité en cela par Chrysler) fait le choix de continuer à commercialiser des automobiles moins volumineuses à l'aspect moins moderne, évitant par la même occasion de renouveler les machines-outils à peine rentabilisées.

Le modèle australien de 1957 a conservé la carrosserie de 1956, mais comportait un grand badge V8 positionné dans la calandre et utilisait la garniture de la Ford Fairlane de 1956. Le modèle de 1958 utilisait la calandre de la Meteor canadienne de 1955 avec une étoile à quatre branches et recourait aussi aux garnitures latérale de la Meteor de 1956. Le «modèle vedette» de 1958 était badgé soit Customline soit Fordomatic, La production a pris fin en septembre 1959 avec l'introduction des modèles de 1959 assemblés en Australie, les Fairlane 500, Custom 300 et Ranch Wagon. Environ 18 000 exemplaires de la berline de 1955-1959 ont été produits.

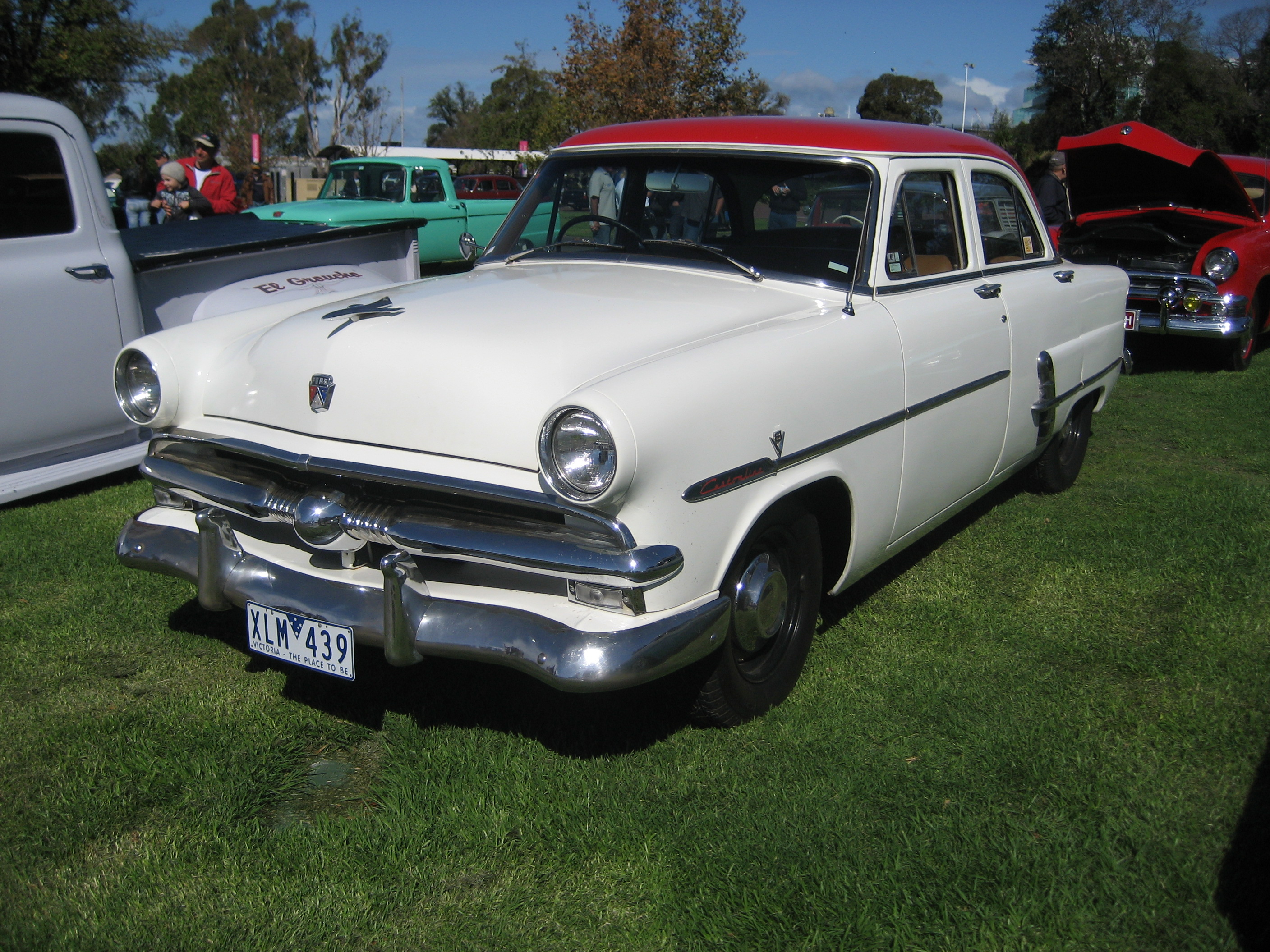
Modèle 1953.
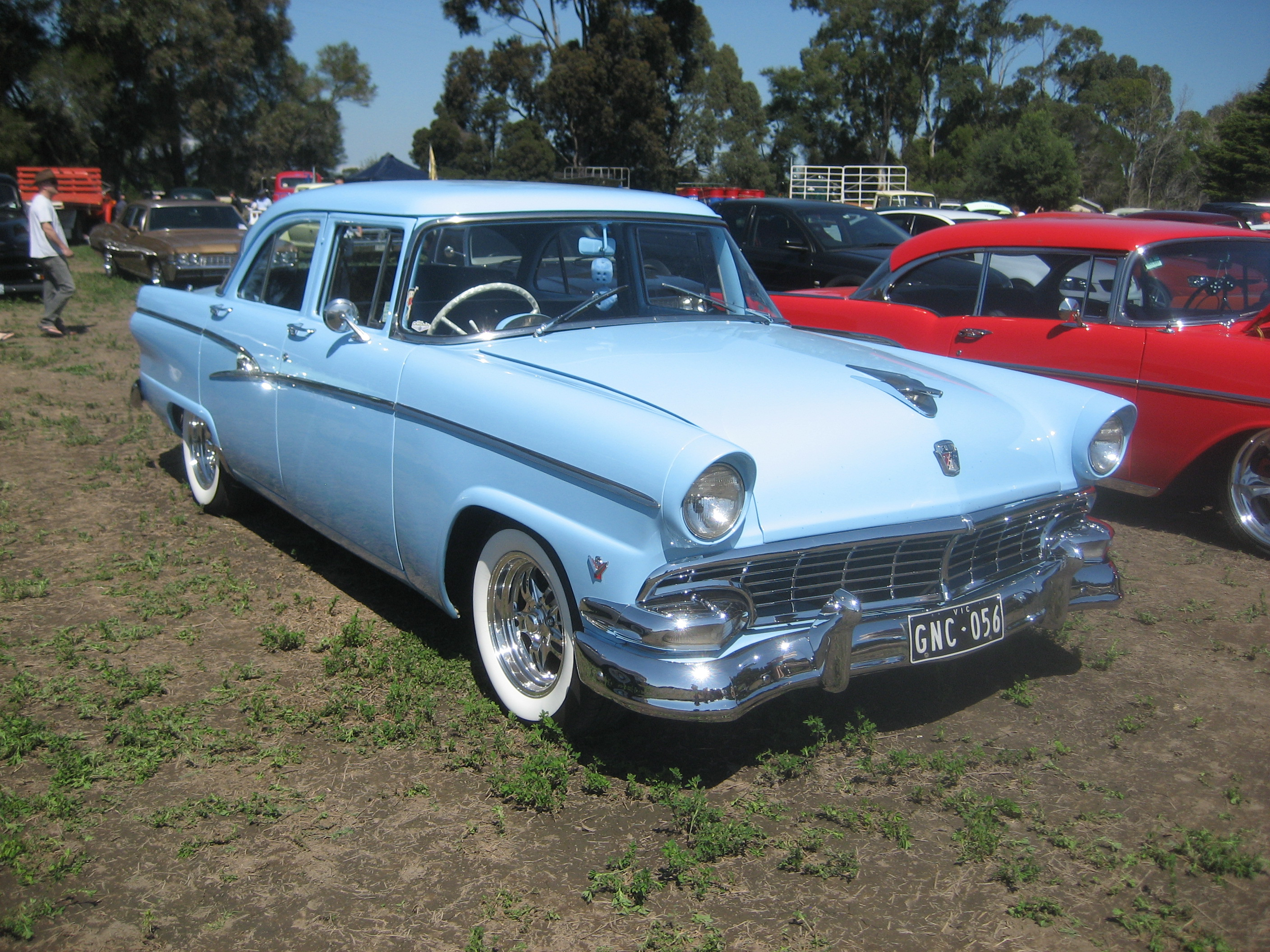
Modèle 1956.
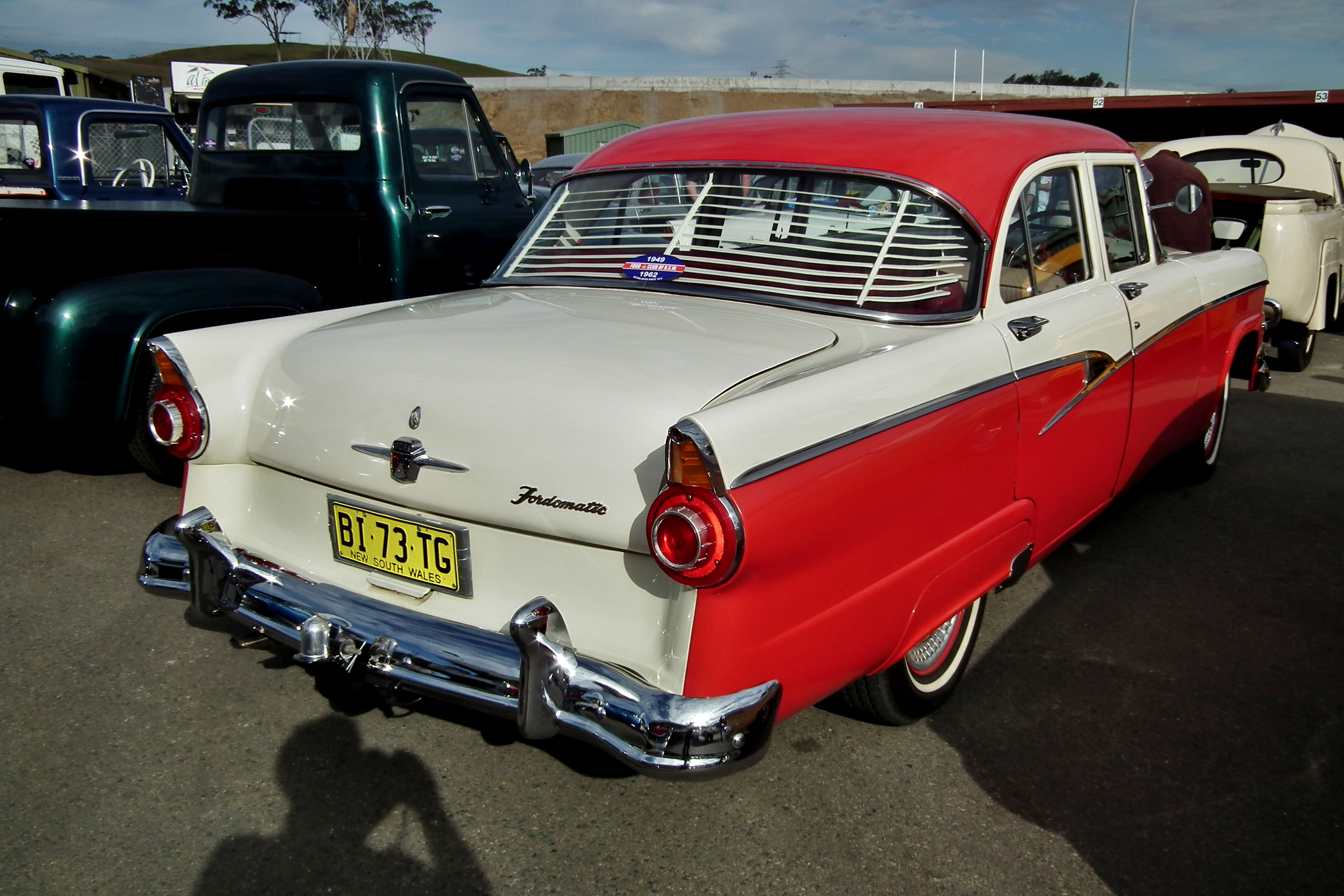
Badge "Fordomatic".
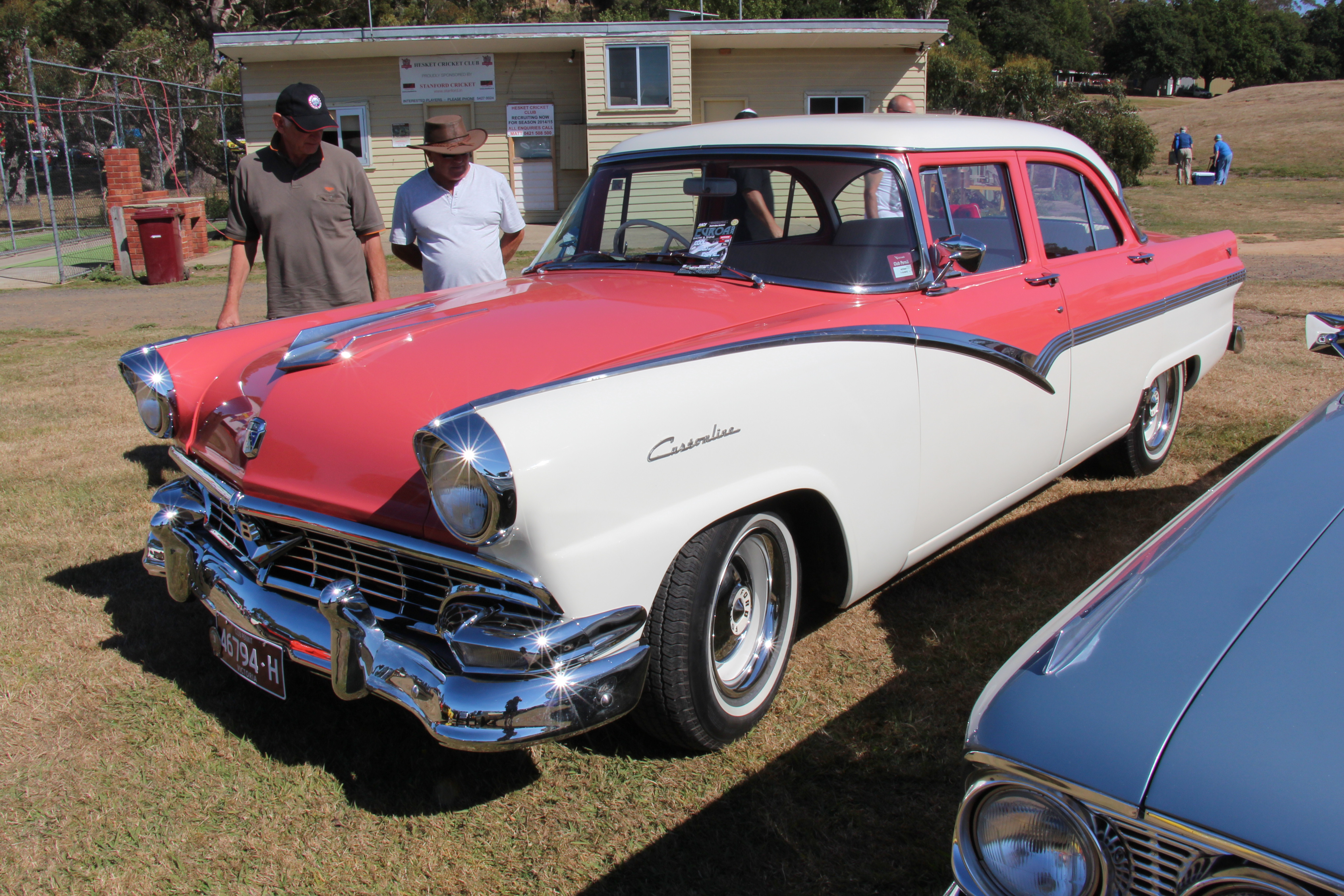
Modèle de 1957.
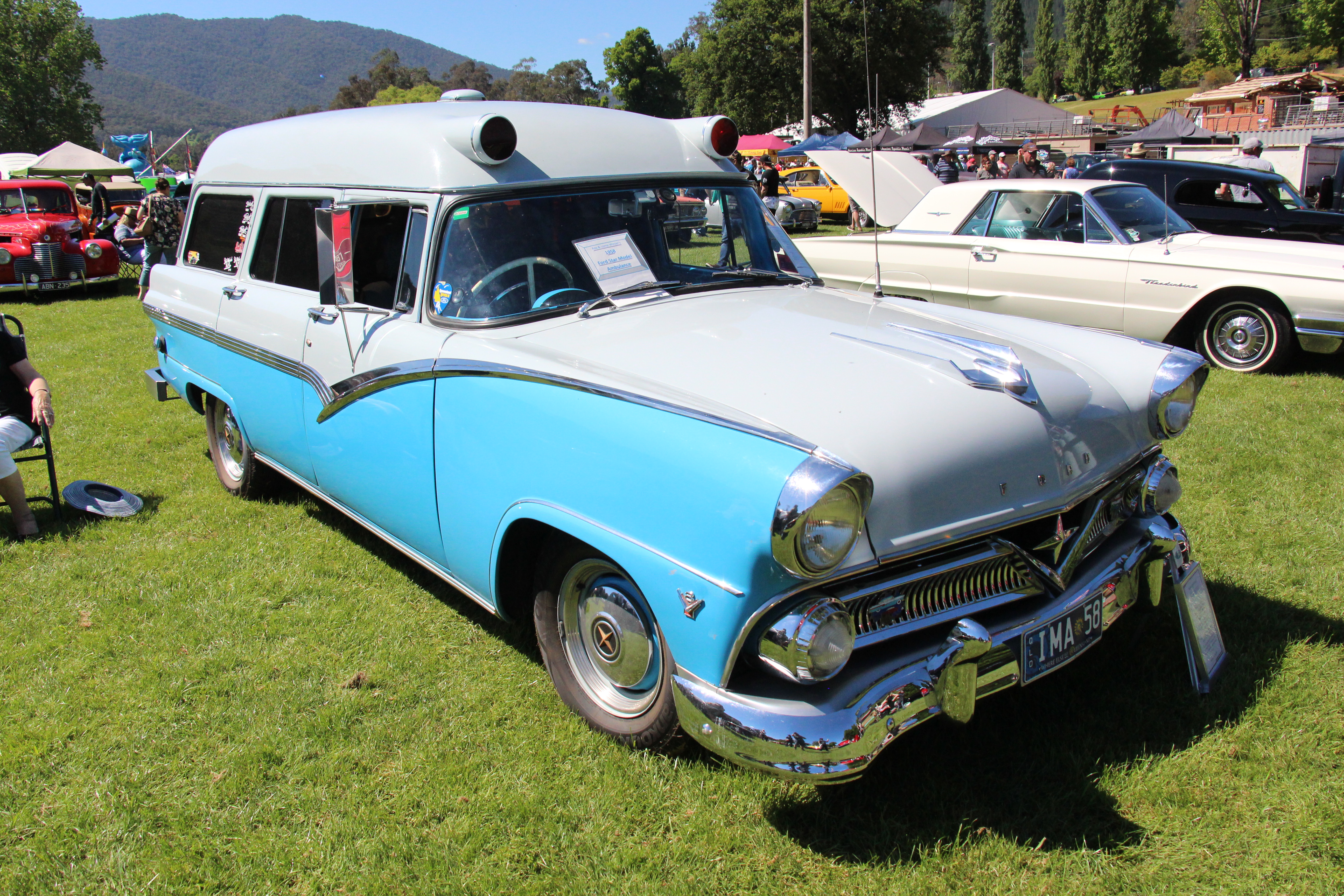
Ambulance de 1958 sur base Customline. À noter les décorations latérales d'origine Fairlane.
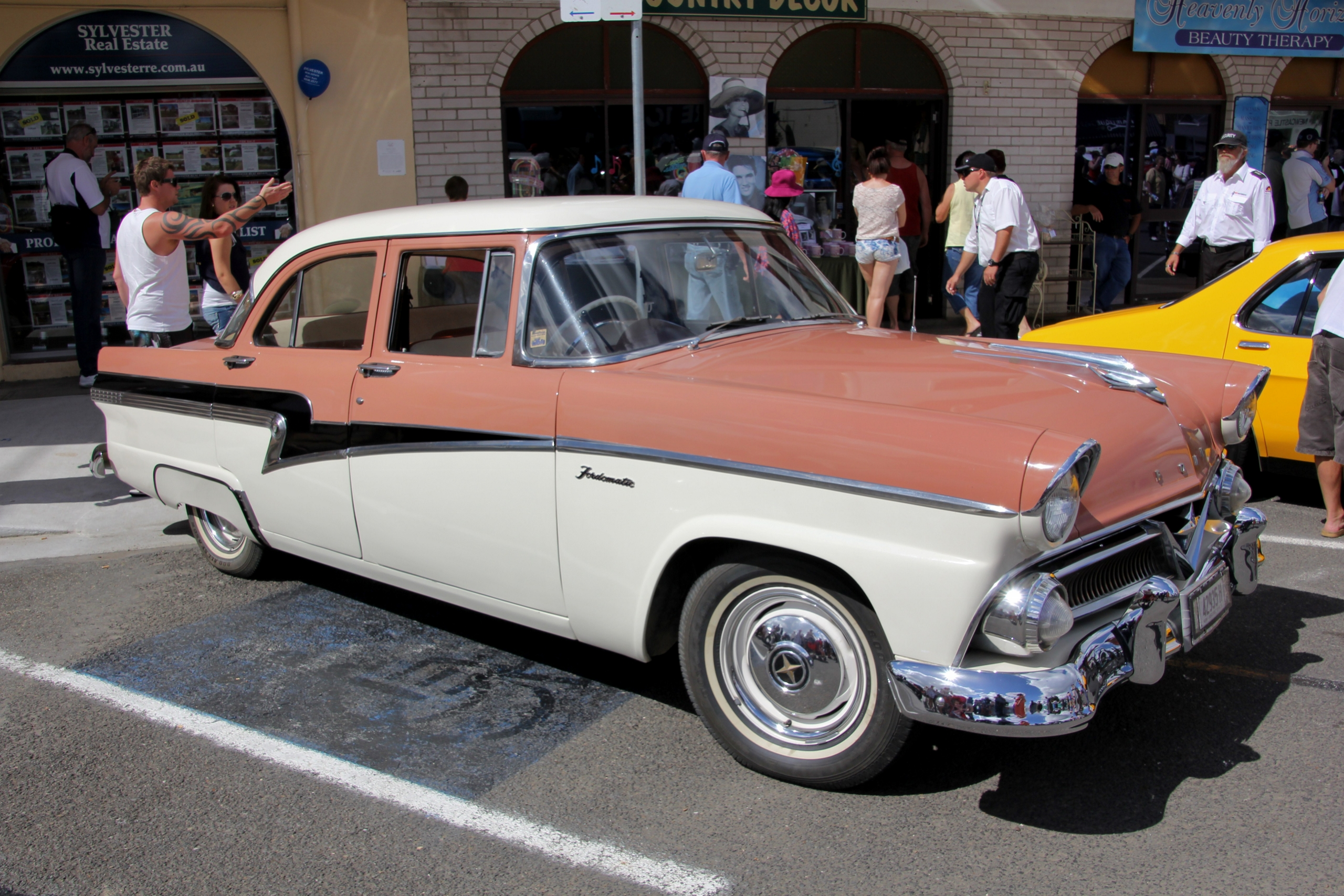
Customline de 1958, reprenant la décoration des Meteor canadiennes.
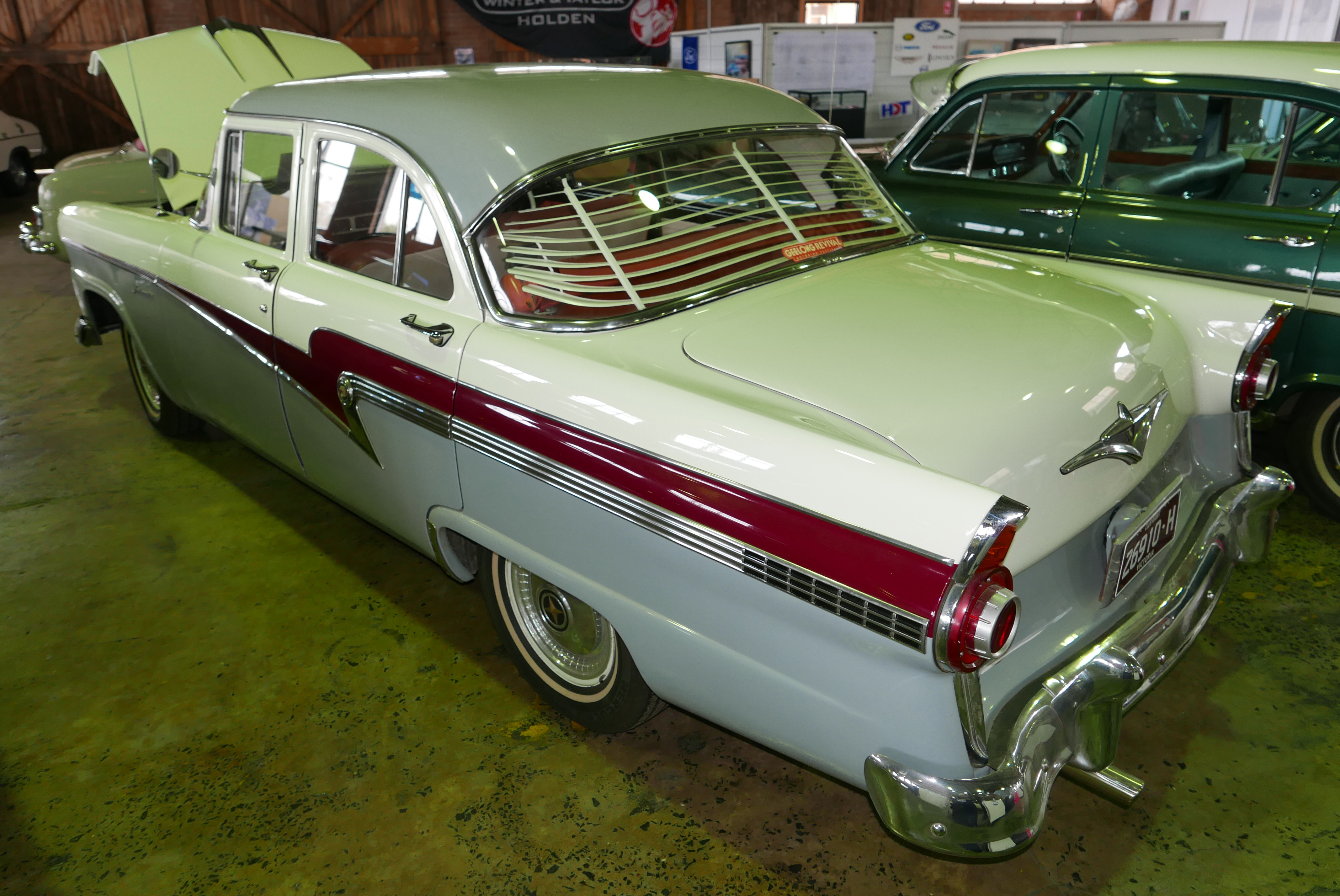
Fordomatic de 1959.